# Деймон (Техас)
Деймон (англ. Damon) — переписна місцевість (CDP) в США, в окрузі Бразорія штату Техас. Населення — 436 осіб (2020).

## Географія
Деймон розташований за координатами 29°17′0″ пн. ш. 95°44′27″ зх. д. / 29.28333° пн. ш. 95.74083° зх. д. (29.283237, -95.740772).  За даними Бюро перепису населення США в 2010 році переписна місцевість мала площу 3,61 км², уся площа — суходіл.

## Демографія
Згідно з переписом 2010 року, у переписній місцевості мешкали 552 особи в 213 домогосподарствах у складі 139 родин. Густота населення становила 153 особи/км².  Було 251 помешкання (70/км²).
Расовий склад населення:
| - 83,7 % — білих - 0,7 % — корінних американців - 0,2 % — чорних або афроамериканців - 0,2 % — азіатів - 11,6 % — осіб інших рас |

До двох чи більше рас належало 3,6 %. Частка іспаномовних становила 31,0 % від усіх жителів.
За віковим діапазоном населення розподілялося таким чином: 25,9 % — особи молодші 18 років, 61,2 % — особи у віці 18—64 років, 12,9 % — особи у віці 65 років та старші. Медіана віку мешканця становила 38,3 року. На 100 осіб жіночої статі у переписній місцевості припадало 102,9 чоловіків;  на 100 жінок у віці від 18 років та старших — 97,6 чоловіків також старших 18 років.
За межею бідності перебувало 38,8 % осіб, у тому числі 58,0 % дітей у віці до 18 років та 0,0 % осіб у віці 65 років та старших.
Цивільне працевлаштоване населення становило 99 осіб. Основні галузі зайнятості: роздрібна торгівля — 40,4 %, виробництво — 23,2 %, публічна адміністрація — 13,1 %, інформація — 10,1 %.